# 石灰硫磺合剂
石灰硫磺合剂，简称石硫合剂，主要是钙的多硫化物和硫代硫酸盐的混合物（加上其他反应副产物，如亚硫酸盐和硫酸盐），由氢氧化钙与硫元素反应形成，用于病虫害防治。它可以通过在水中煮沸难溶性氢氧化钙（石灰）和固体硫以及少量表面活性剂的悬浮液来制备以促进这些固体在水中的分散。在消除任何残留固体（絮凝、倾析和过滤）后，它通常以红黄色水溶液的形式使用，并具有独特的硫化氢（H2S）恶臭气味。

## 制备
纽约州农业实验站的配方是80英磅（36）硫磺、36英磅（16）生石灰和50美制加侖（190公升；42英制加侖）的水。将配方转为公制，并使用总体积为100L的纯净水，则加入19.172kg的硫磺和8.627kg的氢氧化钙。硫磺和生石灰的混合比约2.2:1（按质量计）；这使得多硫化钙的比例最高。若使用氢氧化钙（来自熟石灰) ，则可能要在192g/L的硫磺中增加1/3或更多（达到115g/L或更多）。如果生石灰的纯度为85%、90%或95%，则分别使用101g/L、96g/L或91g/L；如果使用不纯的熟石灰，同样要增加其用量。避免使用纯度低于90%的石灰。煮沸一个小时，搅拌并加入少量热水以补偿蒸发。

## 用途
在农业和园艺中，石硫合剂作为喷雾剂出售以控制真菌、细菌和昆虫。在落叶树上，它可以在冬季以高浓度喷洒在树皮表面，但由于石硫合剂会烧树叶，因此在喷洒到草本作物之前必须将其大量稀释，尤其是在温暖的天气中。石硫合剂在欧盟和英国被批准用于有机作物。
石硫合剂的稀释溶液（1:16和1:32之间）也可用作宠物的浸泡液，以帮助控制皮癣菌病、毛囊虫病和其他皮肤病和寄生虫。未稀释的石硫合剂会腐蚀皮肤和眼睛，并可能导致严重的伤害，例如失明。

## 安全性
石硫合剂与强酸（包括胃酸）反应产生剧毒的硫化氢气体，通常具有明显的“臭鸡蛋”气味。石硫合剂通常不易燃，但燃烧会产生高度刺激性的二氧化硫气体。
处理石硫合剂时必须佩戴安全护目镜和防渗手套。石硫合剂溶液具有强碱性（典型的商业浓缩液的pH超过11.5，因为存在溶解的硫化物和氢氧离子），对生物体有害，如果溅入眼睛会导致失明。